# Dadabhai Naoroji
Dadabhai Naoroji (4 de septiembre de 1825 – 30 de junio de 1917) fue un intelectual Parsi, educador, comerciante de algodón, y uno de los primeros líderes políticos indios. Su libro, Pobreza y gobierno no británico en la India, puso de manifiesto la explotación de los recursos de la India en favor del Reino Unido. Fue Miembro del Parlamento (Member of Parliament, MP) en la Cámara de los Comunes del Reino Unido entre 1892 y 1895, y el primer asiático en ser electo MP.

## Biografía
Hijo de Maneckbai y Naoriji Palanji Dordi, nació en el seno de una familia pobre de sacerdotes zoroastristas parsis, en Nasik. Se educó en el Elphinstone College, uno de los más antiguos y de mejor reputación de Bombay. En 1850, a la temprana edad de 25 años fue nombrado profesor asistente en el mismo, el primer indio en ejercer dicho cargo. Siendo también un Athornan (un sacerdote ordenado), Naoroji fundó el grupo Rahnumae Mazdayasne Sabha (Guías del camino del Mazdayasne) el 1 de agosto de 1851, con el fin de restaurar la religión zoroástrica a su pureza y simplicidad originales. En 1854 fundó también una publicación quincenal, el Rast Goftar (Narrador de verdades), para clarificar conceptos zoroástricos. En 1855 era profesor de matemáticas y filosofía natural en Bombay.
El mismo año viajó a Londres para convertirse en socio de la empresa Cama & Co, abriendo una sucursal en Liverpool para la primera compañía india en establecerse en Gran Bretaña. Al cabo de tres años presentó su dimisión por razones éticas. En 1859 creó su propia empresa de comercio de algodón, Naoroji & Co. Más tarde fue profesor de idioma guyaratí en el University College de Londres.
En 1867, Naoroji ayudó a crear la East India Association, una de las organizaciones precursoras del Congreso Nacional Indio. En 1874 fue nombrado primer ministro de Vadodara, y miembro del Consejo Legislativo de Bombay entre 1885 y 1888. También fundó la Asociación Nacional India en Calcuta unos años antes de la fundación del Congreso Nacional Indio en Bombay, con los mismos objetivos y prácticas. Ambos grupos se fusionaron en el Congreso Nacional Indio, y Naoroji fue elegido presidente del mismo en 1886.
Viajó una vez más a Gran Bretaña con el fin de proseguir su implicación política. Elegido Miembro del Parlamento (Member of Parliament, MP) en la Cámara de los Comunes del Reino Unido en representación del Partido Liberal del Reino Unido por la circunscripción de Finsbury Central en las elecciones generales de 1892, fue el primer MP indio. Causó un gran revuelo cuando se negó a jurar su cargo sobre la Biblia por no ser cristiano, pero finalmente se resolvió la situación al permitírsele jurarlo en el nombre de Dios sobre su ejemplar del Khordeh Avesta. En el Parlamento participó a favor de la Irish Home Rule, y sobre las condiciones de vida del pueblo de la India. En sus campañas políticas y deberes como miembro del Parlamento era ayudado por Muhammad Ali Jinnah, nacionalista musulmán que más tarde sería el fundador de Pakistán.
En 1906 Naoroji fue elegido nuevamente presidente del Congreso Nacional Indio. Siguió liderando el mismo como un persistente moderado, en una época en la que la opinión del partido se dividía entre moderados y extremistas.
Naoroji es conocido como el Gran Anciano de la India, mentor tanto de Gopal Krishna Gokhale como de Mohandas Gandhi. Estaba casado con su esposa Gulbai desde los once años. Murió en Bombay el 30 de junio de 1917, a la edad de 92 años.

## Obras
- Los usos y costumbres de los Parsis (Bombay, 1864)
- Las razas europea y asiática (Londres, 1866)
- Admisión de nativos con estudios en el Servicio Civil Indio (Londres, 1868)
- Los objetivos y mediso de la India (Londres, 1870)
- Condición de la India (Bombay, 1881)
- Pobreza de la India: Documento leído a la Rama de Bombay de la East India Association, Bombay, Ranima Union Press, (1876)
- C. L. Parekh, ed., Ensayos, discursos, conferencias y escritos del Honorable Dadabhai Naoroji, Bombay, Caxton Printing Works (1887). Un extracto, "The Benefits of British Rule", puede leerse en versión modernizada por J. S. Arkenberg, ed., on line en Paul Halsall, ed., Internet Modern History Sourcebook (en inglés).
- Lord Salisbury’s Blackman (Lucknow, 1889)
- Poverty and Un-British Rule in India, Londres, Swan Sonnenschein (1901); Commonwealth Publishers, 1988. ISBN 81-900066-2-2

## Obras dedicadas a Naoroji
- Rustom P. Masani, Dadabhai Naoroji (1939).
- Munni Rawal, Dadabhai Naoroji, Prophet of Indian Nationalism, 1855-1900, New Delhi, Anmol Publications (1989).
- Verinder Grover, ‘'Dadabhai Naoroji: A Biography of His Vision and Ideas’’ New Delhi, Deep & Deep Publishers (1998) ISBN 81-7629-011-4
- Debendra Kumar Das, ed., ‘'Great Indian Economists : Their Creative Vision for Socio-Economic Development.’’ Vol. I: ‘Dadabhai Naoroji (1825-1917) : Life Sketch and Contribution to Indian Economy.’’ New Delhi, Deep and Deep, 2004. ISBN 81-7629-315-6
- P. D. Hajela, ‘'Economic Thoughts of Dadabhai Naoroji,’’ New Delhi, Deep & Deep, 2001. ISBN 81-7629-337-7